# Leptosporomyces
Leptosporomyces is een geslacht van schimmels behorend tot de familie Atheliaceae. De typesoort is Leptosporomyces galzinii.

## Soorten
Het geslacht bestaat uit 15 soorten:
| Soortnaam                                                 | Auteur(s)                                  | Publicatiejaar |
| --------------------------------------------------------- | ------------------------------------------ | -------------- |
| Leptosporomyces adnatus                                   | (Rehill & B.K. Bakshi) S.S. Rattan         | 1977           |
| Leptosporomyces crucelliger                               | (Stalpers & Marvanová) Bernicchia & Gorjón | 2010           |
| Leptosporomyces fuscostratus (Bruinwit matje)             | (Burt) Hjortstam                           | 1987           |
| Leptosporomyces galzinii (Groenig dwergvliesje)           | (Bourdot) Jülich                           | 1972           |
| Leptosporomyces globosus                                  | S.S. Rattan                                | 1977           |
| Leptosporomyces juniperinus                               | Gilb. & Lindsey                            | 1978           |
| Leptosporomyces luteofibrillosus                          | Hjortstam & Ryvarden                       | 1985           |
| Leptosporomyces montanus (Grootsporig dwergvliesje)       | (Jülich) Ginns & M.N.L. Lefebvre           | 1993           |
| Leptosporomyces mundus                                    | (H.S. Jacks. & Dearden) Jülich             | 1972           |
| Leptosporomyces muscigenus                                | Duhem                                      | 2013           |
| Leptosporomyces raunkiaeri (Langsporig dwergvliesje)      | (M.P. Christ.) Jülich                      | 1972           |
| Leptosporomyces roseus                                    | Jülich                                     | 1972           |
| Leptosporomyces septentrionalis (Noordelijk dwergvliesje) | (J. Erikss.) Krieglst.                     | 1991           |
| Leptosporomyces singularis                                | Samita, Sanyal & Dhingra                   | 2014           |
| Leptosporomyces thindii                                   | Prasher & Lalita                           | 2015           |